# 1947年法国罢工
1947年法国罢工是针对战后工资停滞和西方资本主义的一系列叛乱性工人行动。4月底，罢工在全国最大的雷诺工厂首先出现，为自发产生。当法国共产党参与罢工后，引发1947年5月危机，所有共产党官员被驱逐出国家政府。
九月的罢工浪潮更加普遍，并且比五月的浪潮更直接与共产党和工人党情报局相关，明确谴责马歇尔计划。很快，参与罢工的人数达到300万人；1947年因罢工损失的工作日为23371000天，而1946年为374000天，但这一运动的规模仍不及意大利，后者的共产党也被排除在政府之外。5月时，共产党部长实际上离开政府，三党联合政府终结，到年底，总工会分裂出一个改良主义少数派和一个名为工人力量的亲大西洋主义团体。虽然共和国保安队是在1944年12月成立的，但它们在1947年11月至12月的罢工中首次真正执行警务，这一切均在内政部长朱尔·莫克（工人国际法国支部成员）的领导下进行。